# ボルクバレット北九州
ボルクバレット北九州（ボルクバレットきたきゅうしゅう, 英語: BORK bullet KITAKYUSHU）は、福岡県北九州市をホームタウンとし、日本フットサルリーグ（Fリーグ）に加盟するフットサルクラブ。

## 概要
2006年に前身であるWORST!からボルク北九州にチーム名を変更して福岡県フットサルリーグに参入。2007年に県リーグ優勝、2008年には九州リーグ2部でも優勝し九州1部リーグに昇格。2009年から2013年まで5年連続で優勝したことが評価され、2016年にFリーグよりプロリーグ参戦を打診される。2017年、日本フットサルリーグ参入のため、チームの運営母体となる一般社団法人 UBUNTU FSプロモーションを設立。
2018年1月18日、Fリーグが2018-2019シーズンから2部制を導入するにあたってされるFリーグディビジョン2（F2）へ参加することが決定した。これに伴いチーム名をボルクバレット北九州に変更した。
2019年12月9日の第12節で2019/2020シーズンのディビジョン2で2位以上が確定し、同年12月20日に2020/2021シーズンのFリーグディビジョン1自動昇格が発表された。

## チーム名の由来
ボルクとはロシア語でオオカミを意味する言葉から取った。そして、バレットとは弾丸を意味する言葉で、チームの特徴である弾丸プレスに由来する。

## ユニフォーム
ユニフォームスポンサー
| 掲出箇所 | スポンサー名             | 表記                     | 備考 |
| 右鎖骨   | アイデジタル             | AiDEGITAL                |      |
| 左鎖骨   | スターフライヤー         | STARFLYER                |      |
| 背中上   | グローバルマーケット     | Global Market            |      |
| 背中腰   | ワイエスフード           | 九州筑豊ラーメン山小屋   |      |
| 袖       | ミナトマネジメント       | MINATO MANAGEMENT        |      |
| 右足前   | 七尾製菓                 | 七尾製菓                 |      |
| 右足後   | 九州医療スポーツ専門学校 | 九州医療スポーツ専門学校 |      |
| 左足前   | AJO                      | AJO                      |      |
| 左足後   | 北九州空港               | 北九州空港               |      |

## マスコットキャラクター
2018年4月13日に誕生。キャラクターデザインは、326。
ぼるる
モチーフはクラブ名にも入っている狼。
バレ子
モチーフは狼になじみの深い昔話である赤ずきん。当初はイラストのみだったが、2019年12月6日から立体化に向けたクラウドファンディングを開始。2020年2月2日に成立を発表し、2020年5月13日にクラブ公式YouTubeチャンネルにて立体化して初めて登場した。

## Fリーグ チーム成績
| 年度    | 所属 | 勝点 | 試合 | 勝利 | 引分 | 敗戦 | 得点 | 失点 | 得失 | 順位 | オーシャン杯 | 全日本選手権 |
| ------- | ---- | ---- | ---- | ---- | ---- | ---- | ---- | ---- | ---- | ---- | ------------ | ------------ |
| 2018-19 | F2   | 27   | 14   | 9    | 0    | 5    | 45   | 26   | +19  | 3位  | 2回戦敗退    | 予選敗退     |
| 2019-20 | F2   | 35   | 14   | 11   | 2    | 1    | 75   | 28   | +47  | 2位  | 1回戦敗退    | 2回戦敗退    |
| 2020-21 | F1   | 26   | 22   | 8    | 2    | 12   | 59   | 70   | −11  | 9位  | 開催せず     | 開催せず     |
| 2021-22 | F1   | 28   | 22   | 8    | 4    | 10   | 48   | 56   | −8   | 9位  | 開催せず     | 4回戦敗退    |
| 2022-23 | F1   | 26   | 22   | 8    | 2    | 12   | 54   | 67   | −13  | 8位  | 1回戦敗退    | 3回戦敗退    |
| 2023-24 | F1   | 26   | 27   | 7    | 5    | 15   | 67   | 83   | −16  | 11位 | 1回戦敗退    | ベスト8      |
| 2024-25 | F1   | 22   | 27   | 5    | 7    | 15   | 53   | 99   | −46  | 11位 | 2回戦敗退    | 2回戦敗退    |